# Discografia formației Blackpink
Discografia Blackpink conține 5 single-uri, 2 EP-uri și 5 videoclipuri. Grupul a fost format de agenția YG Entertainment în 2016. Blackpink a lansat primul single pe CD intitulat Square One pe 8 august 2016. Square One a atins poziția numărul unu în US World. Grupul a continuat cu lansarea primului disc EP intitulat Square Two pe 1 noiembrie 2016. Acesta a ajuns pe locul al doilea în topul Heatseekers și pe locul întâi în US World.

## Discuri EP
| Square Two                                                                                | - Lansat: 1 noiembrie 2016 - Agenție: YG Entertainment - Limbă: Coreeană - Format: Download digital   | —  | 13 | 2 | - SUA: 7,000  |
| Blackpink                                                                                 | - Lansat: 30 august 2017 - Agenție: YGEX - Limbă: Japoneză - Format: CD, download digital             | 1  | —  | — | - JPN: 59,378 |
| Kill This Love                                                                            | - Lansat: 5 aprilie 2019 - Agenție: YG Entertainment - Limba: Coreeană - Format: CD, download digital | 17 | -  | - | - USA: 9,100  |
| "—" reprezintă lansările ce nu au intrat în top sau nu au fost lansate în acel teritoriu. | |    |    |   |               |

## Discuri single
| Titlu | An   | Poziție de vârf | Poziție de vârf | Poziție de vârf | Poziție de vârf | Poziție de vârf | Poziție de vârf | Poziție de vârf | Poziție de vârf | Poziție de vârf | Poziție de vârf | Vânzări                       | Album      |
| Titlu | An   | KOR             | KOR Hot.        | CAN             | CHN             | FIN             | FRA             | JPN             | MLY             | NZ Heat.        | US World        | Vânzări                       | Album      |
| --- | ---- | --------------- | --------------- | --------------- | --------------- | --------------- | --------------- | --------------- | --------------- | --------------- | --------------- | ----------------------------- | ---------- |
| "Boombayah" (붐바야) | 2016 | 7               | *               | —               | 22              | 21              | 196             | 15              | *               | —               | 1               | - KOR: 605,048 - SUA: 6,000   | Blackpink  |
| "Whistle" (휘파람) | 2016 | 1               | *               | —               | 12              | 24              | —               | —               | *               | —               | 2               | - KOR: 1,399,935 - SUA: 6,000 | Single     |
| "Playing with Fire" (불장난) | 2016 | 3               | 31              | 92              | 17              | —               | —               | 81              | *               | —               | 1               | - KOR: 1,974,374 - SUA: 4,000 | Square Two |
| "Stay" | 2016 | 10              | —               | —               | 48              | —               | —               | —               | *               | —               | 4               | - KOR: 246,200 - SUA: 3,000   | Single     |
| "As If It's Your Last" (마지막처럼) | 2017 | 3               | 2               | 45              | 3               | 5               | 180             | 19              | 4               | 3               | 1               | - KOR: 1,429,854 - SUA: 9,000 | Single     |
| "—" reprezintă lansările ce nu au intrat în top sau nu au fost lansate în acel teritoriu. "*" reprezintă că topul nu a existat în acel timp |      |                 |                 |                 |                 |                 |                 |                 |                 |                 |                 |                               |            |

1. ↑  Clasamentele RIM ale Malaeziei au fost emise pentru prima dată pe 30 decembrie 2016.

## Alte melodii ce au intrat în clasamente
| Titlu                         | An   | Poziție de vârf | Vânzări       | Album      |
| Titlu                         | An   | KOR             | Vânzări       | Album      |
| ----------------------------- | ---- | --------------- | ------------- | ---------- |
| "Whistle (Versiune Acustică)" | 2016 | 88              | - KOR: 31,423 | Square Two |

## Videoclipuri
| An   | Titlu                               | Regizor        |
| ---- | ----------------------------------- | -------------- |
| 2016 | "Whistle" (휘파람)                  | Beomjin J      |
| 2016 | "Boombayah" (붐바야)                | Seo Hyun-seung |
| 2016 | "Playing with Fire" (불장난)        | Seo Hyun-seung |
| 2016 | "Stay"                              | Han Sa-min     |
| 2017 | "As If It's Your Last" (마지막처럼) | Seo Hyun-seung |
| 2017 | "Playing with Fire (JP Ver.)"       | Seo Hyun-seung |
| 2017 | "Whistle (JP Ver.)"                 | Beomjin J      |
| 2017 | "Stay (JP Ver.)"                    | Han Sa-min     |
| 2017 | "Boombayah (JP Ver.)"               | Seo Hyun-seung |
| 2017 | "As If It's Your Last (JP Ver.)"    | Seo Hyun-seung |